# Головчино (Белгородская область)
Голо́вчино — село в Грайворонском районе Белгородской области, административный центр Головчинского сельского поселения.
Численность населения составляет 4621 человек (2021 г.) — крупнейший после райцентра населённый пункт района.

## География
Село находится на левом берегу Ворсклы в месте впадения в неё реки Лозовая в 11 км к северо-востоку от Грайворона и в 55 км к западу от Белгорода.
Через село проходит автодорога Белгород — Ахтырка. Железнодорожная станция Хотмыжск (на линии Льгов — Харьков) находится в 2 км к югу от окраин села.

## История

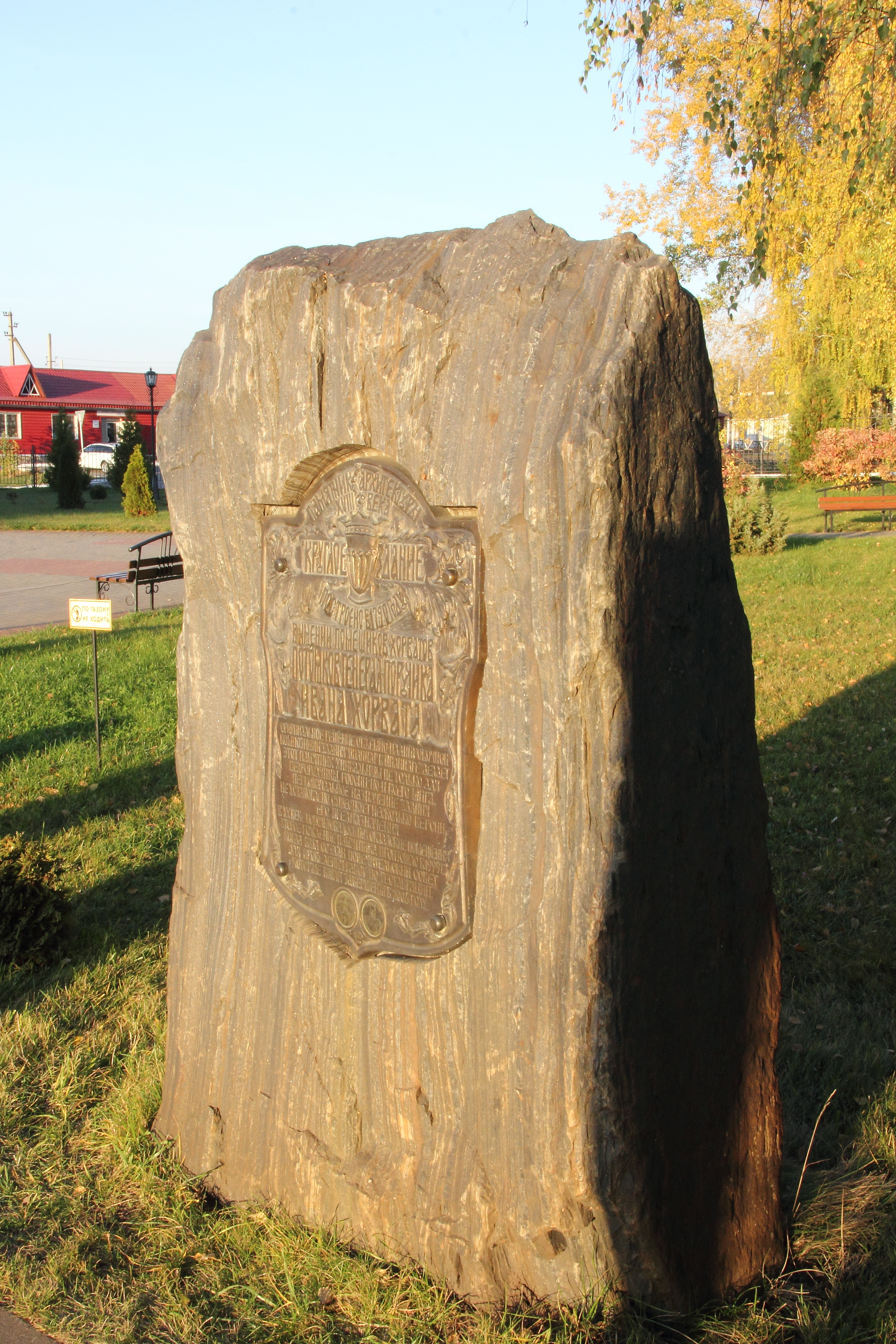
Мемориальный камень

Наименование села связано с именем графа Гавриила Ивановича Головкина (1660—1734), занимавшего ряд высших государственных должностей во времена Петра I.
От известной в прошлом дворянской усадьбы Спасское сохранился старинный парк (в официальный документах именуется «Парк-сад XIX века»). В XVIII веке это имение принадлежало помещикам Хорватам, а в конце XIX века стало собственностью графа М. П. Толстого. По свидетельству дореволюционного автора,

Хороший помещик, при всём своем увлечении театром, никогда не выходивший из бюджета в тратах на него, Хорват в общем хорошо рассчитал и вместо того, чтобы мыкаться пустодомом по нашим столицам, а ещё хуже — проживать русские деньги за границей, бросая хозяйство на старост и управляющих, засел с семейством у себя в деревне, обставив жизнь вполне согласно со своими наклонностями… В конце концов в курской глуши Хорват создал такой уголок, где карты, водка, уездные сплетни, всецело занимавшие праздные умы уездных Добчинских и Бобчинских, стояли уже, во всяком случае, не на первом месте. Богатый помещик двух губерний, предводитель дворянства Грайворонского уезда… Хорват вёл очень открытый образ жизни, отличаясь большим гостеприимством, и его Головчино никогда не оставалось без гостей.
В 1839 году в селе был построен первый на Белгородчине сахарный завод. В 1855 году завод выдавал в год 147165 пудов сахарного песка, трудилось на заводе 510 человек. В 1868 году в селе была открыта земская школа. Весной 1930 года в селе был создан колхоз «Коминтерн».
Национальный состав по данным переписи населения 1939 года: русские — 62,1 % или 3 801 чел., украинцы — 37,5 % или 2 293 чел.
Перед началом Великой Отечественной в Головчино проживало 6346 человек. Здесь было два колхоза, сахарный завод, больница, 2 колхозных клуба, пять школ, в которых училось 1300 человек. Село было оккупировано 20 октября 1941 года, за период гитлеровской оккупации, которая длилась 22 месяца, фашистами были убиты 15 жителей села, около 70 человек принудительно угнаны в Германию. В августе 1943 года село было освобождено. Более 800 жителей села погибло на фронте, ныне их имена высечены на памятниках в центре села.

## Население
| 2002 | 2010  | 2021  |
| ---- | ----- | ----- |
| 5291 | ↘4716 | ↘4621 |

## Достопримечательности
- В центре села[11] стоит «Круглое здание», построенное в 1790 году в имении генерал-лейтенанта О. И. Хорвата. Здание имеет три этажа, первый этаж — цокольный. Первоначальное назначение здания неизвестно, а сейчас в этом здании расположен музей[12][13].
- Сохранилась церковь Преображения Господня 1796 года постройки[14].

## Известные уроженцы и жители
Три жителя села получили за свои подвиги звание Героя Советского Союза: Пётр Андреевич Власенко, Михаил Пантелеевич Кравченко, Николай Константинович Щипанов.
Село является родиной двух Героев Социалистического Труда — Михаила Ивановича Крячко и Михаила Афанасьевича Букина.
Здесь работал профессор Е. С. Хотинский, учёный-химик, доктор химических наук, заслуженный деятель науки Украинской ССР.